# Колибри рубинен топаз
Колибритата рубинен топаз (Chrysolampis mosquitus) са вид дребни птици от семейство Колиброви (Trochilidae), единствен представител на род Chrysolampis.
Разпространени са в открити местности, градини и обработваеми земи от Малките Антили и Панама до централна Бразилия и северна Боливия. Достигат дължина 81 милиметра и маса 3,5 грама, като имат относително къс черен клюн. Хранят се главно с нектар, но също и с дребни насекоми.